# Moldova-Sulița
Moldova-Sulița est une commune du județ de Suceava en Roumanie.